# Brion, Lozère
Brion är en kommun i departementet Lozère i regionen Occitanien i södra Frankrike. Kommunen ligger i kantonen Fournels som tillhör arrondissementet Mende. År 2022 hade Brion 86 invånare.

## Befolkningsutveckling
Antalet invånare i kommunen Brion
| Referens: INSEE |